# John Raitt
Répertoire
- Oklahoma !
- Carousel
- The Pajama Game
...
John Emmet Raitt, né le 29 janvier 1917 à Santa Ana (Californie), mort le 20 février 2005 à Los Angeles (quartier de Pacific Palisades, Californie), est un acteur et chanteur américain.

## Biographie

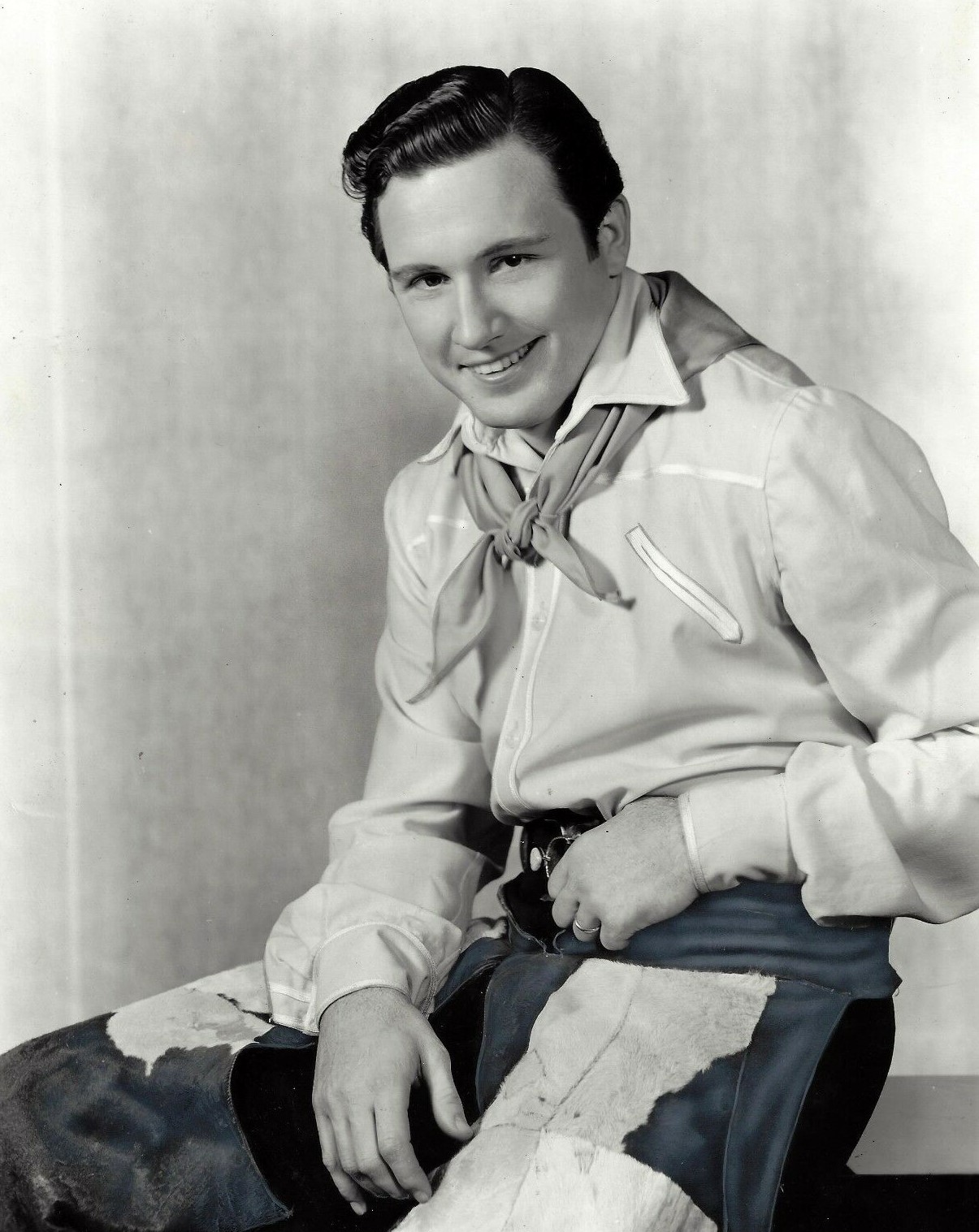
Rôle de Curly en 1945 à Chicago,
dans Oklahoma !

Durant sa carrière qu'il entame en 1940, John Raitt est actif principalement au théâtre, essentiellement dans le domaine de la comédie musicale. Son premier rôle notable est celui de Curly dans Oklahoma ! du tandem Rodgers-Hammerstein, à partir de 1944 à Chicago (avec Murvyn Vye), rôle qu'il reprend à plusieurs reprises par la suite, en tournée aux États-Unis.
À Broadway (New York), il débute en 1945 dans Carousel du même tandem Rodgers-Hammerstein (à nouveau avec Murvyn Vye) ; suit en 1948 Magdalena, sur une musique du brésilien Heitor Villa-Lobos (avec Hugo Haas). Parmi ses autres prestations à Broadway (jusqu'en 1976), mentionnons The Pajama Game sur une musique de Richard Adler et Jerry Ross (en) (1954-1956, avec Janis Paige).
Pour son rôle de Billy Bigelow dans Carousel, il reçoit en 1945 un Theatre World Award (alors décerné pour la première fois). Et pour sa contribution au théâtre, une étoile lui est décernée en 1992 sur le Hollywood Walk of Fame d'Hollywood Boulevard.
Au cinéma, il tient d'abord quelques petits rôles souvent non crédités dans neuf films américains au début des années 1940 (dont un court métrage), le premier étant Little Nellie Kelly de Norman Taurog (1940, avec Judy Garland). Puis il revient une dernière fois au grand écran dans Pique-nique en pyjama de Stanley Donen et George Abbott (1957, adaptation de la comédie musicale The Pajama Game précitée, avec Doris Day remplaçant Janis Paige).
À la télévision américaine, outre de nombreuses prestations comme lui-même dans diverses émissions entre 1949 et 2004, il apparaît dans douze séries, la première diffusée en 1950. Ultérieurement, citons la série-western Les Aventuriers du Far West (un épisode, 1960). Il tient son dernier rôle au petit écran dans la série de science-fiction Troisième planète après le Soleil (un épisode, 1996).
S'ajoute un unique téléfilm diffusé en 1957, Annie du Far West de Vincent J. Donehue (adaptation de la comédie musicale éponyme, avec Mary Martin).
John Raitt meurt à 88 ans, en 2005. Il est le père de la chanteuse et guitariste Bonnie Raitt (née en 1949).

## Théâtre (sélection)
(comédies musicales, à Broadway, sauf mention contraire)
- 1944 (à partir de) : Oklahoma !, musique de Richard Rodgers (orchestrée par Robert Russell Bennett), lyrics et livret d'Oscar Hammerstein II : Curly (à Chicago, puis en tournée aux États-Unis)
- 1945-1947 : Carousel, musique de Richard Rodgers, lyrics et livret d'Oscar Hammerstein II, mise en scène de Rouben Mamoulian, chorégraphie d'Agnes de Mille, décors et lumières de Jo Mielziner : Billy Bigelow
- 1948 : Magdalena, musique d'Heitor Villa-Lobos, lyrics de George Forrest (en) et Robert C. Wright, livret de Frederick Hazlitt Brennan (en) et Hormer Curran, mise en scène de Jules Dassin, chorégraphie de Jack Cole, décors et lumières d'Howard Bay, costumes d'Irene Sharaff, direction musicale d'Arthur Kay : Pedro
- 1952 : Three Wishes for Jamie (en), musique et lyrics de Ralph Blane (en) (orchestrations de Robert Russell Bennett), livret de Charles O'Neal (en) et Abe Burrows (en), mise en scène d'Abe Burrows : Jamie McRuin
- 1953 : Carnival in Flanders (en), musique de Jimmy Van Heusen, lyrics de Johnny Burke (en), livret et mise en scène de Preston Sturges (d'après le film de 1935 La Kermesse héroïque), chorégraphie d'Helen Tamiris, décors d'Oliver Smith, costumes de Lucinda Ballard : le duc
- 1954-1956 : The Pajama Game, musique et lyrics de Richard Adler et Jerry Ross (en), livret de George Abbott et Richard Bissell (en), mise en scène de George Abbott et Jerome Robbins, chorégraphie de Bob Fosse : Sid Sorokin
- 1966 : A Joyful Noise (en), musique et lyrics d'Oscar Brand (en) et Paul Nassau (en), livret et mise en scène d'Edward Padula (en), chorégraphie de Michael Bennett : Shade Motley
- 1975-1976 : A Musical Jubilee, revue, mise en scène de Morton DaCosta : rôles divers

## Filmographie partielle

### Cinéma
- 1940 : Little Nellie Kelly de Norman Taurog : un interne
- 1940 : L'Appel des ailes (Flight Command) de Frank Borzage : un cadet
- 1941 : Billy le Kid le réfractaire (Billy the Kid) de David Miller et Frank Borzage : le baryton dans le numéro Lazy Acres
- 1941 : Souvenirs (H. M. Pulham, Esq.) de King Vidor : un soldat
- 1942 : Un Américain pur sang (Joe Smith, American) de Richard Thorpe : un ouvrier à l'assemblage des avions
- 1942 : Croisière mouvementée (Ship Ahoy) d'Edward Buzzell : un marin
- 1957 : Pique-nique en pyjama (The Pajama Game) de Stanley Donen et George Abbott : Sid Sorokin

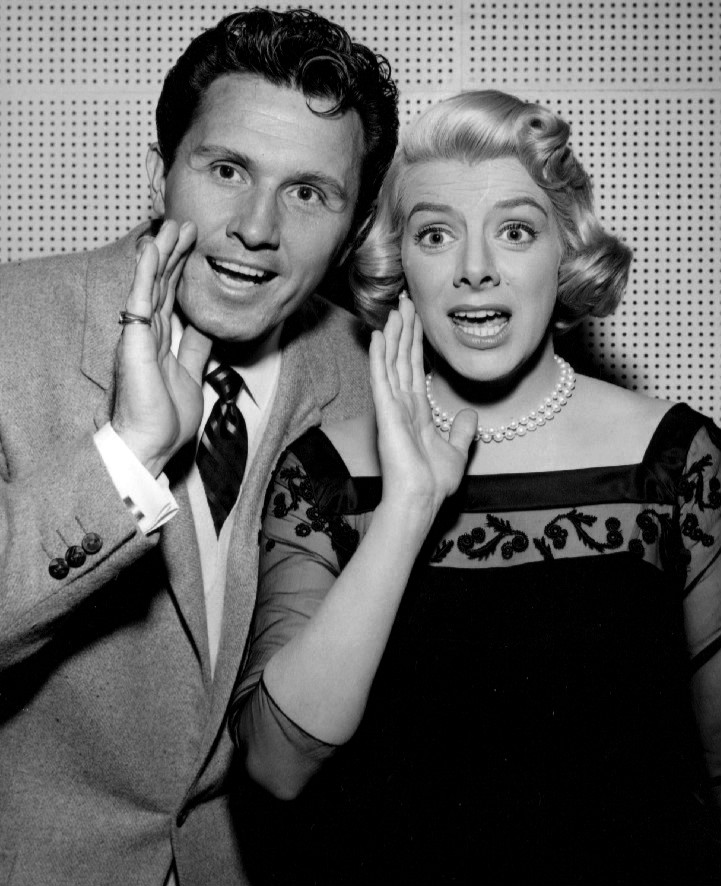
Avec Rosemary Clooney en 1958 (photo promotionnelle pour l'émission The Lux Show)

### Télévision
- 1957 : Annie du Far West (Annie Get Your Gun), téléfilm de Vincent J. Donehue : Frank Butler
- 1960 : Les Aventuriers du Far West (Death Valley Days, série), saison 8, épisode 25 The Man on the Road d'Herman Hoffman : Jim Dandy
- 1996 : Troisième planète après le Soleil (3rd Rock from the Sun, série), saison 1, épisode 12 Le Prix à payer (Frozen Dick) : Gil, le chauffeur

## Distinctions
- 1945 : Theatre World Award, pour Carousel ;
- 1992 : Étoile sur le Hollywood Walk of Fame d'Hollywood Boulevard, catégorie théâtre.

## Note
1. ↑  Rôle créé à Broadway en 1943 par Alfred Drake.